# Lacrimas Profundere
Lacrimas Profundere – niemiecki zespół muzyczny założony przez Olivera Nikolasa Schmida w 1993 roku. Początkowo zespół grał smutny, melancholijny gothic death doom metal, który oprócz standardowego metalowego instrumentarium, używał również: wiolonczelę, harfę, flet.
W początkowych latach działalności zespołu, muzyka była inspirowana przede wszystkim przez album „The Silent Enigma” Anathemy. Jednak po wydaniu albumu „Burning: A Wish” zespół zdecydowanie zerwał z dotychczasową koncepcją, rezygnując z growlu, kobiecego śpiewu, ciężkich gitar, doom metalowych temp, przeobrażając się tym samym w kapelę prezentującą rock gotycki.

## Muzycy

### Obecny skład zespołu
- Rob Vitacca – śpiew.
- Oliver Nikolas Schmid – gitara.
- Peter Kafka – gitara basowa.
- Korl Fuhrmann – perkusja.
- Tony Berger – gitara.

### Byli członkowie zespołu
- Christopher Schmid – śpiew.
- Daniel Lechner – gitara basowa.
- Willi Wurm – perkusja (ex–Darkseed).
- Christian Steiner – instrumenty klawiszowe.
- Marco Praschberger – gitara.
- Markus Lapper – gitara basowa.
- Rico Galvagno –  gitara basowa (ex–Darkseed).
- Anja Hötzendorfer – wiolonczela/śpiew.
- Ursula Schmidhammer – harfa.
- Eva Stöger – flet/instrumenty klawiszowe.
- Christian Greisberger – perkusja.
- Stefan Eireiner – perkusja.
- Lorenz Gehmacher – perkusja.
- Christian Freitsmiedl – gitara.
- Manuel Ehrlich – gitara (Seraph).

## Dyskografia

### Albumy studyjne
- ...And the Wings Embraced Us – (1995).
- La Naissance d'un Rêve – (1997).
- Memorandum – (1999).
- Burning: A Wish – (2001).
- Fall, I Will Follow – (2002).
- Ave End – (2004).
- Filthy Notes For Frozen Hearts – (2006).
- Songs For The Last View – (30 czerwca 2008).
- The Grandiose Nowhere – (2010).
- Antiadore – (2013).
- Hope is Here (2016).
- Bleeding the Stars (2019).
- How to Shroud Yourself with Night (2022).

### Inne
- The Crown Of Leaving (Demo) – (1997).
- The Embrace And The Eclipse (Demo) – (1998).
- The Fallen Years (Best of/Kompilacja) – (2002).
- Again It's Over (Singel) – (2006).